# José Viterbo
José Eduardo Dias Borges Viterbo Correia (nascido a 23 de Março de 1962), conhecido como José Viterbo, é um treinador de futebol português, actualmente no comando técnico da Académica.

## Carreira

### Académica de Coimbra
Viterbo começou a temporada 2014–15 ao comando técnico dos Sub 23 da Académica de Coimbra. A 15 de Fevereiro de 2015, após a saída de Paulo Sérgio, foi chamado pela direcção do clube a assumir o comando técnico da equipa principal.
A estreia enquanto técnico principal foi contra o Estoril no Estádio António Coimbra da Mota a 22 de Fevereiro de 2015, numa vitória fora por 1–2 para a 1ª Liga NOS.
Alguns dias depois, Luís Godinho, vice-presidente da Académica, afirmou numa entrevista ao MaisFutebol que o clube não estava à procura de novo treinador.
Com Viterbo ao comando, a equipa de Coimbra conquistou 10 pontos em 4 jogos. José Viterbo assume-se como um "academista ferrenho"

## Referencias
1. ↑  Briosa prepara Estoril sob a orientação de José Viterbo; Académica, 18 February 2015
2. ↑  Académica quebra jejum de vitórias no Estoril (2-1); abola.pt, 22 February 2015
3. ↑  Académica: «Não estamos à procura de treinador»; maisfutebol.iol.pt, 26 February 2015
4. ↑  José Viterbo foi da bancada para o banco e pôs a Académica a ganhar; publico.pt, 16 Março 2015